# Zutphen (stacja kolejowa)
Zutphen – stacja kolejowa w Zutphen, w prowincji Geldria, w Holandii. Stacja została otwarta w 1865. Znajdują się tu 2 perony. W pierwszej dekadzie XXI wieku stacja została zintegrowana z podziemnym parkingiem dla rowerów.